# Epidamnos
Epidamnos (obecnie Durrës) – kolonia Korkyry na wybrzeżu iliryjskim. Założona w roku 627 p.n.e. Za rządów tyrana Koryntu Periandra miasto zostało podporządkowane Koryntowi.